# Petar Ičko
Petar Ičko (bugarski: Петър Ичко; Katranica, 1755.? – Beograd, 5. svibnja 1808.) bio je  srbijanski i osmanski diplomat makedonskog ili bugarskog podrijetla iz Makedonije.

## Životopis
Rođen je u južnomakedonskom selu Katranica (danas Pirgi, Grčka). Seli se na sjever, bavi se trgovinom. Radi kao dragoman u osmanskom diplomatskom predstavništvu u Berlinu, a vjerojatno i u Beču. Živi kao trgovac u osmanskom Beogradu, gdje je krajem 18. stoljeća nadzornik trgovaca. Poslije povratka janjičarskih dahija u Beograd Petar Ičko 1802. se seli u Zemun, tada pogranični habsburški grad.
Poslije 1804., tokom Prvog srpskog ustanka pruža podršku pobunjenim Srbima, koristeći svoje diplomatsko i trgovačko iskustvo. Rukovoditelji ustanka 1806. šalju Petra Ička kao predstavnika pobunjenika u Carigrad, gdje je 1806. – 1807. s Portom zaključio pogodan za Srbiju Ičkov mir. Seli se ponovo u Beograd kao ugledni građanin, ali uskoro 5. svibnja 1808. je poginuo.